# Rolla (Troms)
Rolla (nordsamisch: Rálli) ist eine 106,4 km² große Insel auf der Ostseite des Vågsfjords. Sie bildet mit der nordöstlich benachbarten Insel Andørja die Kommune Ibestad (nordsamisch: Ivvárstáđiid) im südlichen Teil des Fylkes (Provinz) Troms im Norden Norwegens.

## Geographie

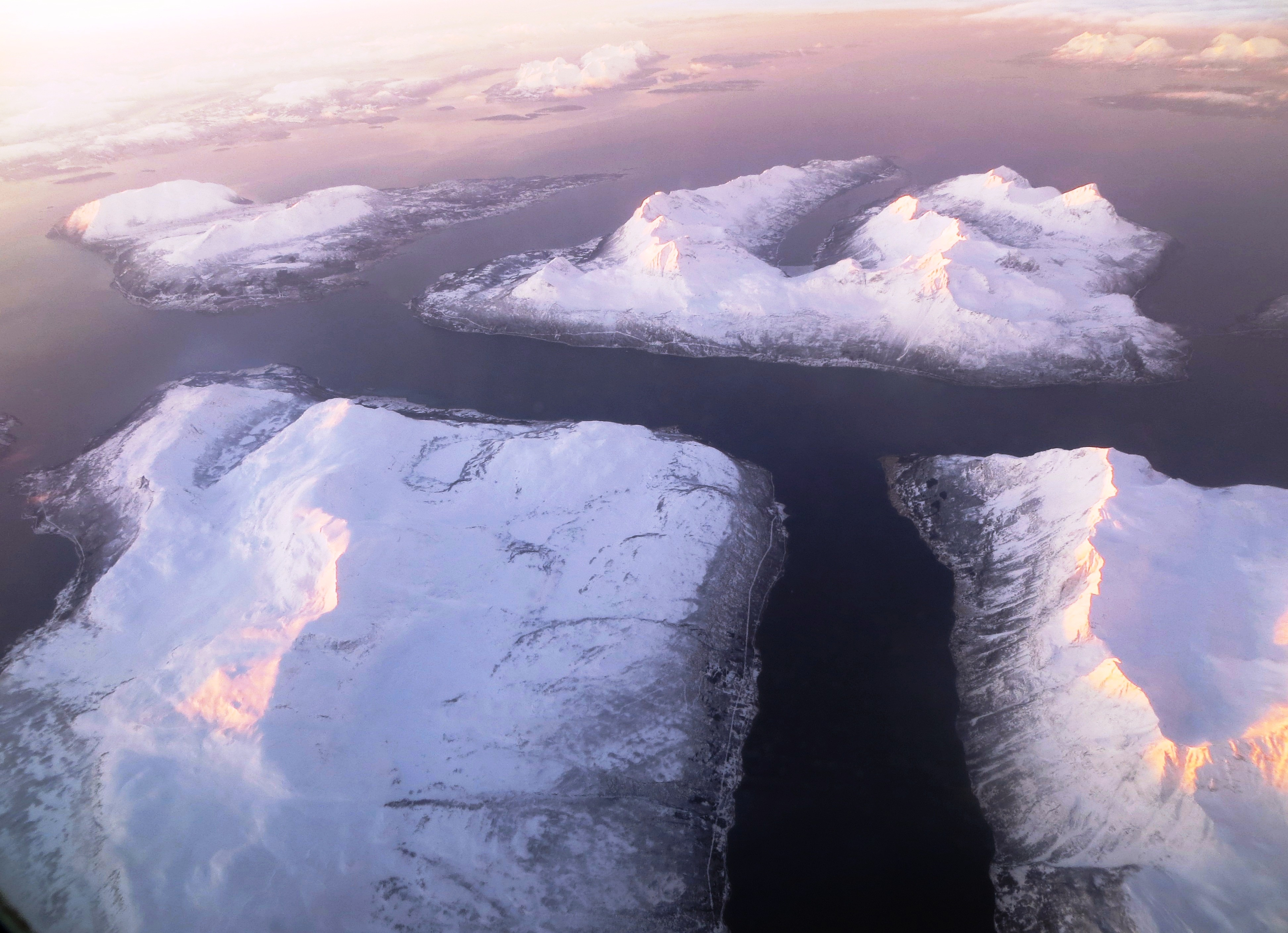
Die beiden Inseln Rolla (links) und Andørja (rechts)

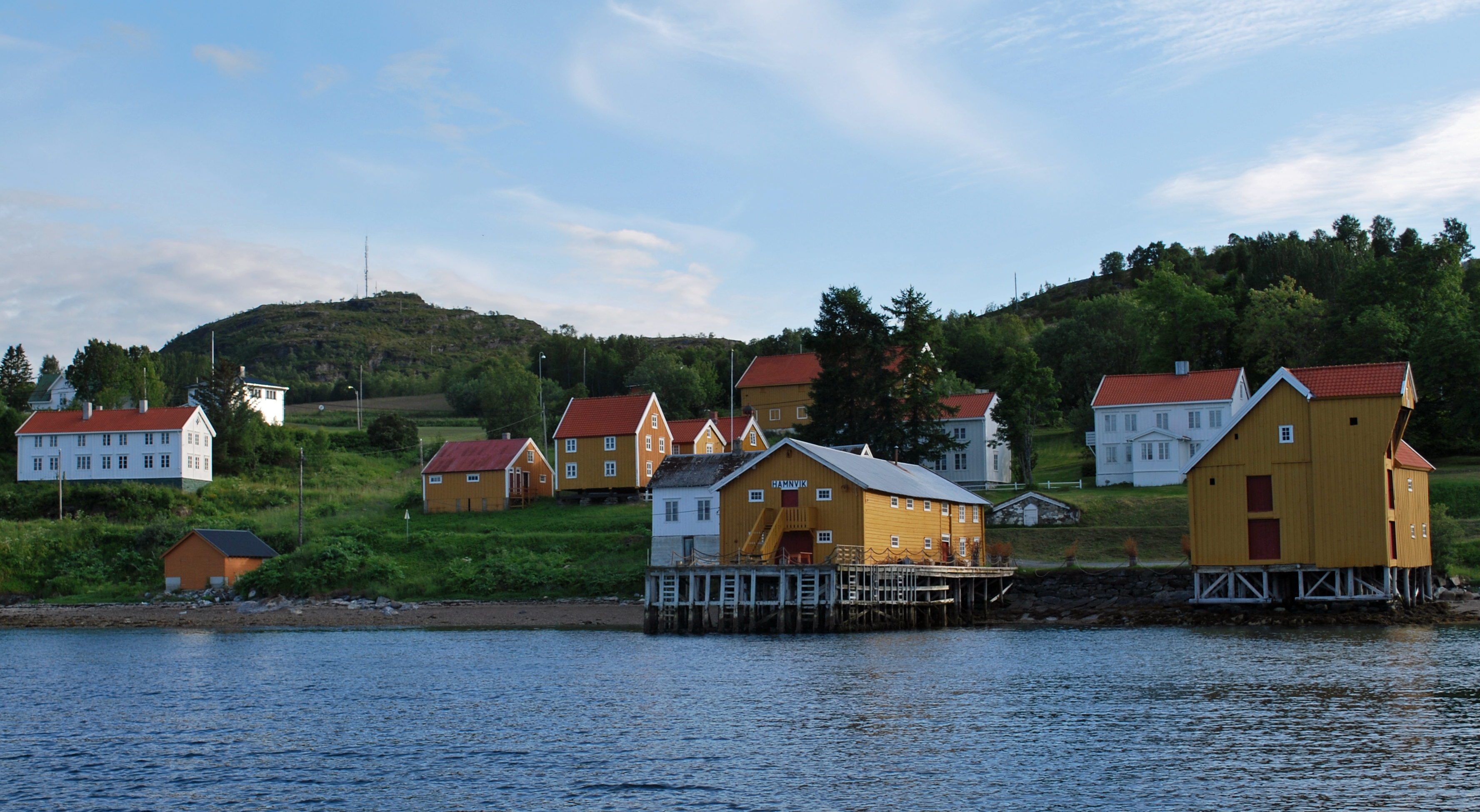
Hamnvik

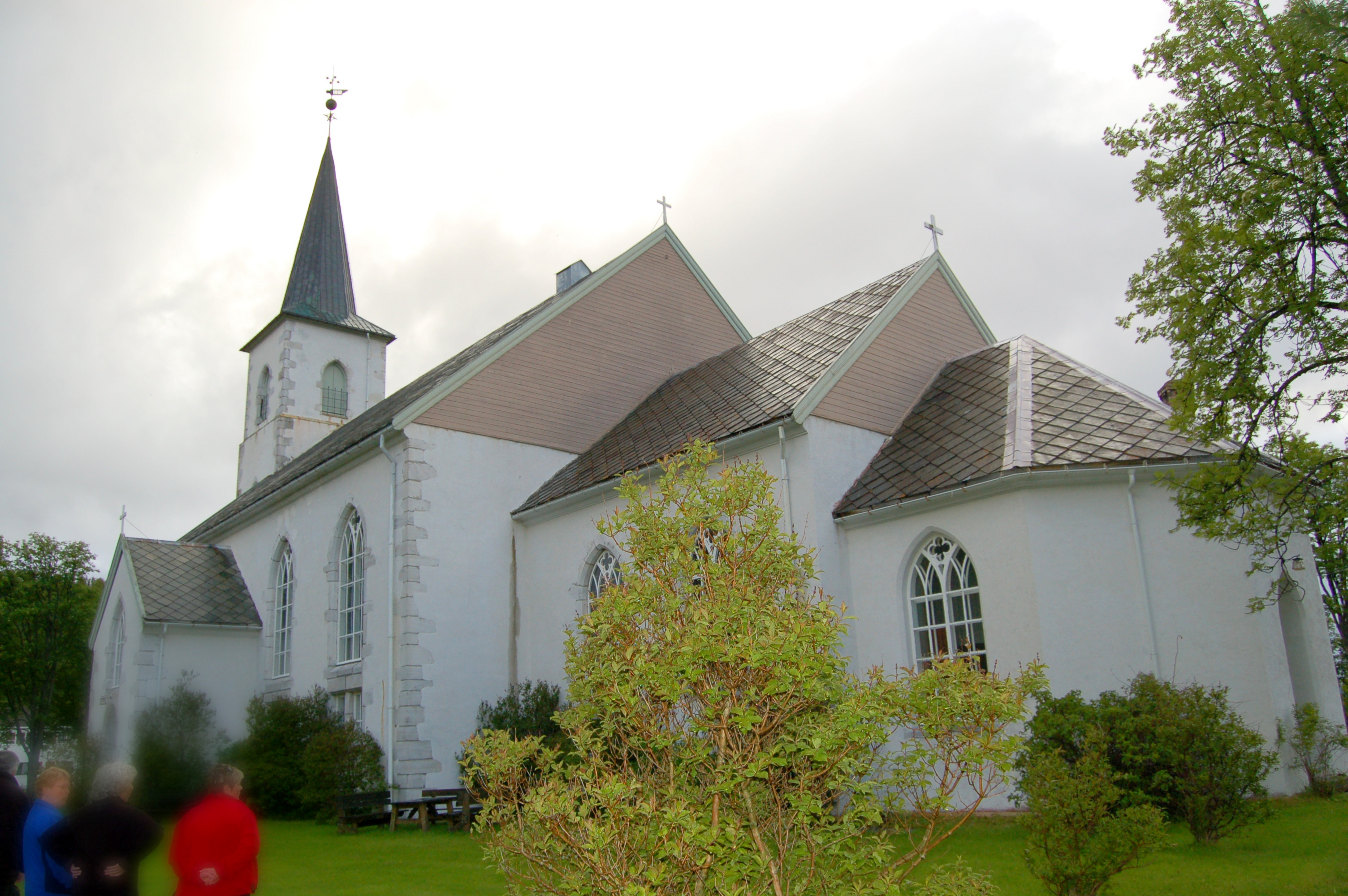
Die Ibestad-Kirche

Die Insel ist grob dreieckig mit einer Gesamtküstenlänge von 47 Kilometern und hat eine Ausdehnung von 16,5 km von Westen nach Osten und von 19 km von Südwesten nach Nordosten. Sie liegt zwischen den drei Sunden Vågsfjord im Nordwesten, Astafjord im Süden und Bygda im Osten.
Zwei Bergmassive dominieren die Mitte und den Südwesten der Insel: Höchster Punkt ist mit 1022 m der Gipfel des Stortinds im Massiv des Drangen im Zentrum der Insel, und im Südwesten erreicht der Rolla eine Höhe von 926 m. Die beiden sind durch ein breites Tal mit zwei parallel verlaufenden Seen getrennt, den 4 km langen Skipsvatn (162,5 m moh.) und den 3 km langen Sandvatn (240,5 m moh.)

## Besiedlung und Verkehr
Die Inselbevölkerung ist abnehmend: im Jahre 2001 waren es noch 1078 Einwohner, 2008 nur noch 937. Die meisten leben in Streusiedlungen entlang der gesamten Ost- und Südostküste, mit einer relativen Konzentration im Bereich des Insel- und Gemeindehauptorts Hamnvik (Ibestad) an der Südostspitze der Insel, wo etwa die Hälfte der Inselbewohner lebt und wo auch die Inselkirche steht. Die Siedlungen sind miteinander verbunden durch die Provinzstraße Fv 131 entlang der gesamten Ostküste bis Rollnes im Norden und die Fv 848 entlang der gesamten Südküste bis nach Sørrollnes im Südwesten, wo die Autofähre nach Harstad anlegt.
Die beiden Inseln Rolla und Andørja sind seit Dezember 2000 durch den 3396 m langen Ibestadtunnel, einen einröhrigen Straßentunnel, miteinander verbunden. Er beginnt bei Hamnvik auf Rolla und endet bei Sørvika an der Südwestspitze von Andørja. Von der östlichen Spitze Andørjas führt die 1994 eröffnete, 840 m lange Mjøsundbrua (Mjøsundbrücke) auf das Festland.